# Elmar Laaman
Elmar Reinhold Laaman, eigentlich Laamann (* 30. Januarjul. / 12. Februar 1906greg. in Viljandi, Gouvernement Estland; † 24. Mai 1942, in einem Kriegsgefangenenlager in der Sowjetunion) war ein estnischer Fußballspieler deutsch-baltischer Herkunft.

## Leben
Elmar Laaman spielte mindestens im Jahr 1925 für den JK Tallinna Kalev in der estnischen Fußballmeisterschaft. Sowie 1927 beim Tallinna JK. Mit beiden Vereinen wurde er jeweils Vizemeister hinter dem SK Tallinna Sport.
Seine Schulausbildung schloss er 1927 am Gustav-Adolf-Gymnasium in Tallinn ab. Er war dabei Teil der Studentenverbindung Fraternitas Estica. Von 1932 bis 1934 arbeitete er in der Tschechoslowakei in der Textilbranche. Ab 1937 war er bei der Viljandi linavabrik beschäftigt, in der Flachsfaser für die Leinenindustrie bearbeitet wurde.
Im Zweiten Weltkrieg diente Laaman als Fähnrich im 7. Infanterie-Regiment (estnisch: 7. Jalaväerügement). Im Januar 1941 kam er in sowjetischen Arrest. Er starb am 24. Mai 1942 in einem Kriegsgefangenenlager in der Sowjetunion.